# Кусумото Инэ
Кусумото Инэ (яп. 楠本 イネ), 31 мая 1827 — 27 августа 1903 года; урождённая Сиимото (яп. 失本 稲) — японский врач, первая из японок, практиковавшая западную медицину.
Дочь японской женщины Кусумото Таки из Нагасаки и немецкого врача Филиппа Франца фон Зибольда, работавшего на острове Дэдзима, выделенном иностранцам в период самоизоляции Японии. Инэ также вежливо называли О-Инэ, в зрелом возрасте она взяла имя Итоку (яп. 伊篤). В Японии известна также под именем Оранда о-Инэ («голландская о-Инэ») в связи с ассоциацией её с Дэдзимой и голландскими науками.
Зибольд был изгнан из Японии в 1829 году после покупки японской карты, но ему удавалось материально обеспечивать Инэ и Таки с помощью оставшихся товарищей. Уважение к Кусумото выросло, когда она стала врачом западной медицины и получила покровительство феодала Датэ Мунэнари. Она обучалась в разных частях Японии с многочисленными учителями, от одного из которых забеременела, скорее всего, в результате изнасилования. Кусумото родила единственную дочь, так никогда и не побывав замужем. Она поселилась в Токио, когда Япония прекратила самоизоляцию, и помогала при родах одной из наложниц императора Мэйдзи в 1873 году. После смерти Кусумото в Японии ей посвящали романы, пьесы, комиксы и мюзиклы.

## Жизнь и карьера

### Ранняя жизнь

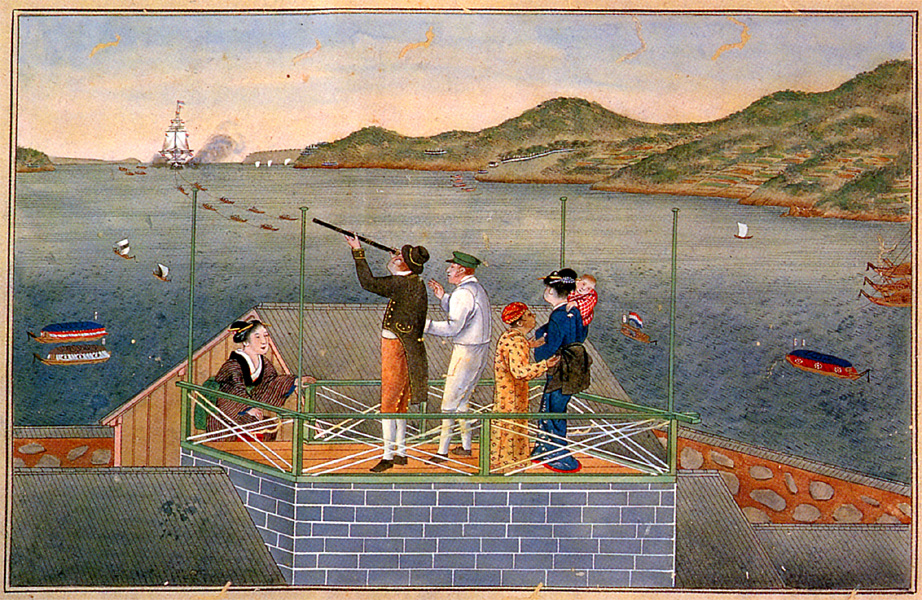
«Прибытие голландского корабля» кисти Кавахары Кэйги с изображением Инэ, Таки и Зибольда на Дэдзиме

Сиимото Инэ родилась 31 мая 1827 года в Нагасаки. Её фамилия — переделанная на японский лад фамилия её отца-немца, врача Филиппа Франца фон Зибольда. На выделенном для иностранцев острове Дэдзима он сыграл роль во внедрении западных медицинских технологий в Японии. Мать Инэ, японка Кусумото Таки (яп. 楠本 滝), также фигурирует в источниках под именем Сонооги (яп. 其扇). В шестнадцатилетнем возрасте в 1823 году Таки была отправлена из квартала красных фонарей Маруяма в наложницы Зибольду. Однако возможно, что Таки в действительности не была куртизанкой, так как Зибольд боялся сифилиса и потребовал предоставить ему девственницу. По указу сёгуна на Дэдзиму разрешалось входить только проституткам, другим женщинам вход был категорически воспрещен. Поэтому Таки для этого требовалась формальная причина, а печать публичного дома позволяла ей туда попасть. Своей матери Зибольд говорил, что Таки происходит из знатной семьи.
Кусумото жила с родителями на Дэдзиме до изгнания отца 22 октября 1829 года. В вину ему было вменено приобретение у географа Такахаси Кагэясу и распространение государственной тайны, в частности карт, которые могли попасть в руки врагам Японии, например, Российской империи, представлявшей опасность северным границам Японии. Инэ и её матери запретили покидать родину. После расставания с Зибольдом Таки вышла замуж за человека по имени Васабуро (яп. 和三郎 васабуро:).

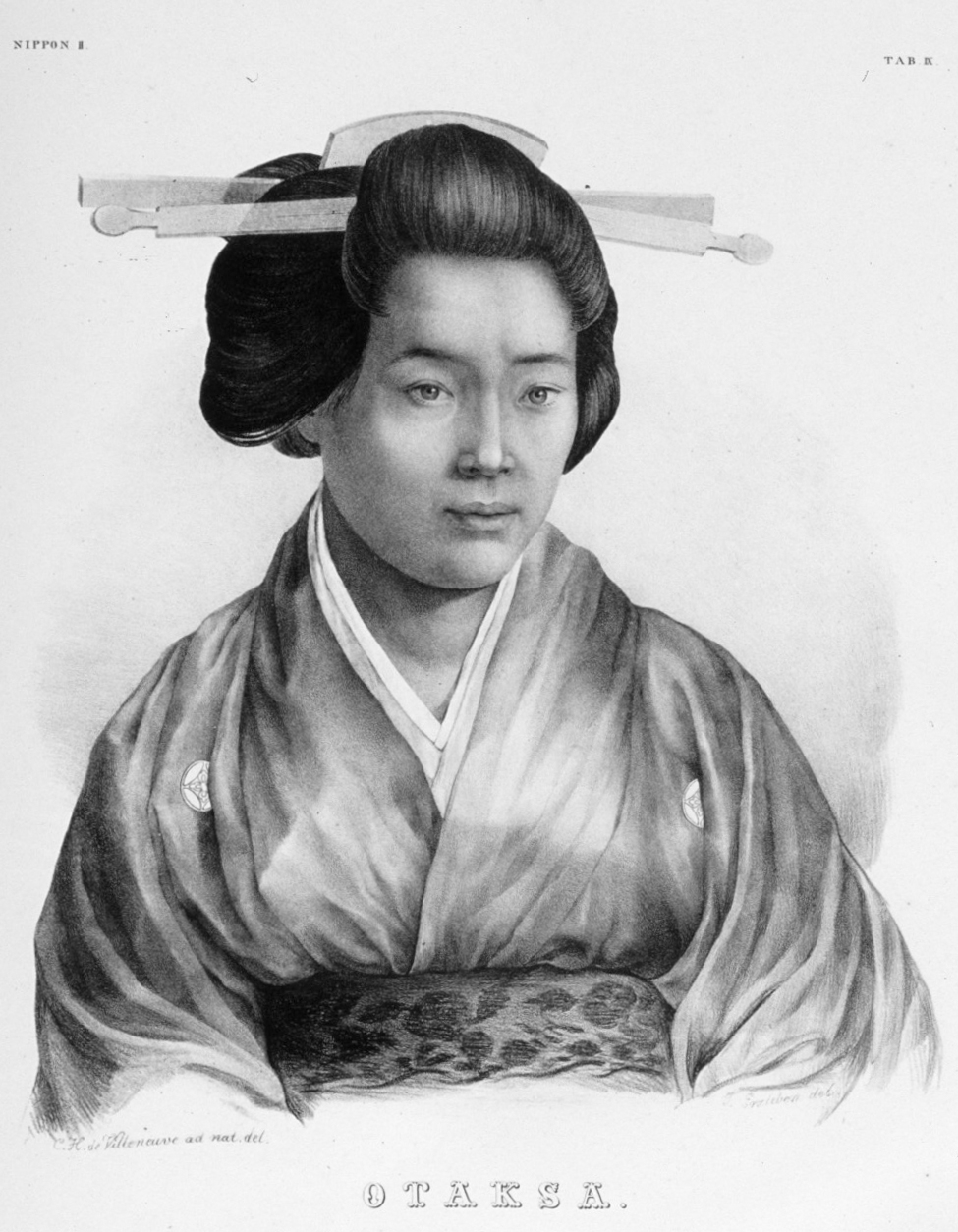
Портрет Кусумото Таки — матери Инэ; ок. 1830

Будучи состоятельным человеком, Зибольд оставил Таки и Инэ запас дорогого тогда сахара и попросил сослуживцев присматривать за ними. Он заботился об образовании дочери, присылал ей книги с грамматикой нидерландского языка, который в то время был языком западных исследований в Японии. Легенда гласит, что Кусумото якобы сбежала из дома для изучения медицины в возрасте 14-15 лет с Ниномией Кэйсаку в княжество Увадзима[6][6][7][7], где его посадили под домашний арест за причастность делу Зибольда.

### Образование и ранняя карьера
Медицинское образование Кусумото официально началось в 1845 году, когда она начала изучать акушерство в княжестве Окаяма под присмотром одного из студентов Зибольда, Исии Сокэна. Забеременев от него, Инэ в 1851 году прекратила своё обучение у Исии и вернулась в Нагасаки, где родила в 1852 году дочь Такако, которую называла «Тада», что значит «свободная», так как Инэ «получила её бесплатно у неба». В своих рассказах о матери Тада заявляла, что Исии изнасиловал Кусумото, хотя этому нет веских доказательств. Инэ могла солгать дочери, чтобы не допустить участия Исии в жизни дочери.

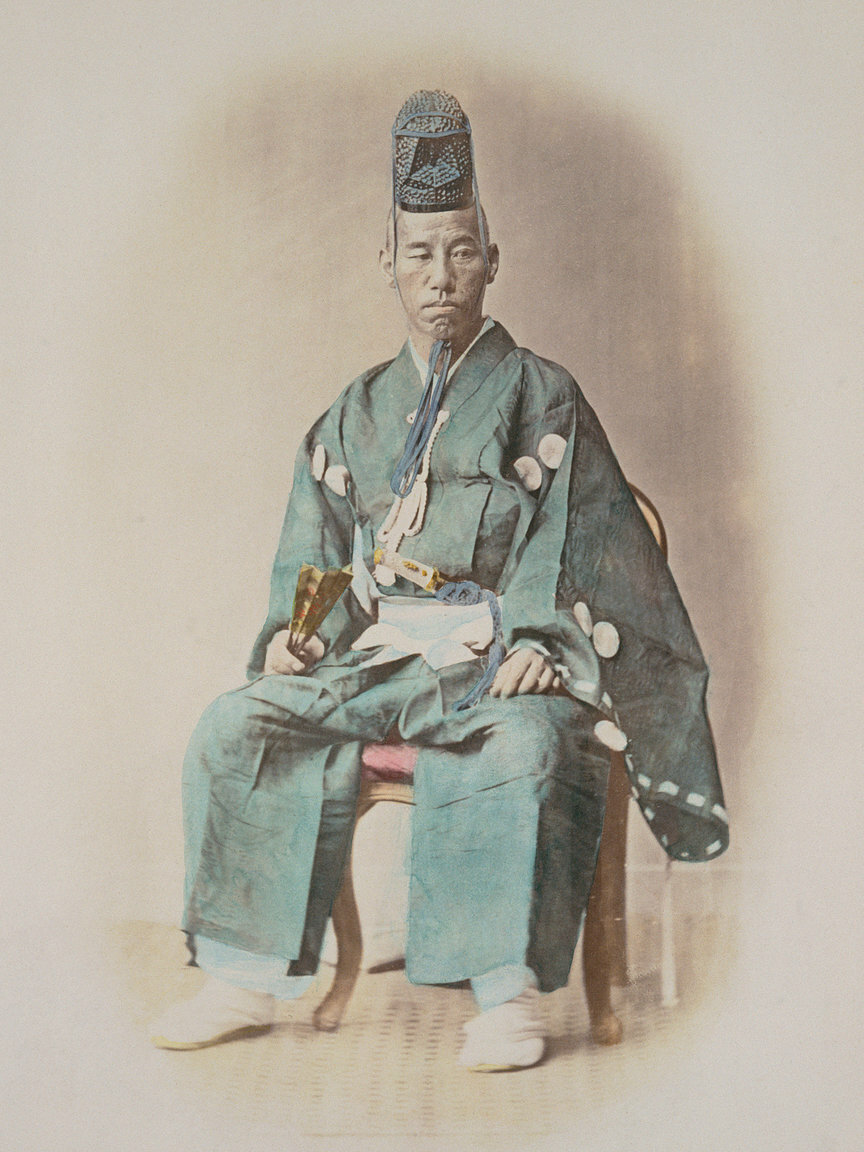
Даймё Датэ Мунэнари был покровителем Кусумото и западного образования.

Кусумото продолжила учёбу в Нагасаки под руководством Абэ Роана (яп. 阿部 魯庵). В 1854 году она оставила Таду с матерью и отправилась с племянником Ниномии по имени Мисэ Сюдзо учиться в Увадзиму, где правил даймё Датэ Мунэнари, поддерживавший западное образование в Японии. После того, как Кэйсаку перенёс инсульт в 1856 году, Инэ и Сюдзо вернулись в Нагасаки.
Политика закрытых дверей Японии подошла к концу в 1854 году, а в 1859 году в Нагасаки открылся торговый международный порт. Голландцы перебрались из Дэдзимы в столицу Эдо (современный Токио). Зибольд получил помилование и вернулся 4 августа того же года в Нагасаки с тринадцатилетним Александром — сыном от другого брака. Сюдзо стал учеником, переводчиком и личным помощником Зибольда, а также учил Александра японскому языку. Кусумото жила некоторое время в доме отца, но из-за напряжённых отношений между ними она съехала. Зибольду не нравилось, что Инэ не хотела говорить по-нидерландски, а её возмутила беременность служанки от Зибольда. Через Сюдзо Кусумото узнавала о передовых голландских разработках. Репутация её отца поспособствовала тому, что к Кусумото начали приходить собственные пациенты. В апреле 1862 Зибольда вынудили вернуться в Европу, после чего он больше никогда не возвращался в Японию.

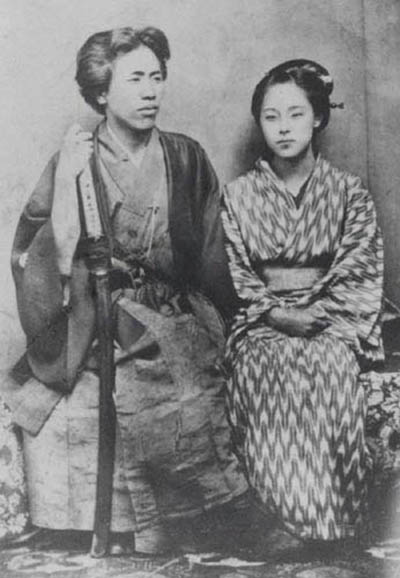
Мисэ Сюдзо и Кусумото Такако

Кусумото продолжала учиться у голландских врачей в Нагасаки. Помпе ван Мердерворт при поддержке военного правительства основал в 1861 году первую в Японии западную больницу и медицинскую школу, где Кусумото посещала занятия в женских классах и ассистировала при операциях. Она стала первой японкой, присутствовавшей при вскрытии.
Благодаря своему европейскому образованию Кусумото получила покровительство Датэ Мунэнари, позже унаследованное дочерью, сменившей имя на Такако. Чтобы Инэ не притесняли из-за смешанного происхождения, Мунэнари посоветовал ей сменить имя на Итоку. Он увеличил ей небольшую стипендию, выплачиваемую рисом, так как Кусумото могла в любой момент получить вызов в императорский дворец от императорской семьи. Кусумото была одной из троих врачей, принимавших роды у супруги Мунэнари, Ёсико, в 1867 году. Кусумото занималась практикой в Увадзиме и часто ездила в Нагасаки. Мунэнари похлопотал о судьбе её отца и Сюдзо, арестованного в 1861 году противниками западного влияния. Сюдзо выпустили в 1865 году, а в 1866 году он женился на Такако.
Таки скончалась в 1869 году. В то время Кусумото изучала акушерство в Нагасаки с Антонием Баудуином (Antonius Bauduin), который впервые провёл операцию по удалению яичников и был приглашён в национальную медицинскую школу в недавно переименованный Токио. Позже Кусумото также поселились в Токио, где познакомилась с сыном Сокэна — Исии Кэндо (яп. 石井謙道 исии кэндо:, 1840–1882). В Токио Кусумото поддерживала связь со своими единокровными братьями: Александром, работавшим в британском посольстве, и Генрихом, переводчиком в Австро-Венгерской дипломатической миссии.

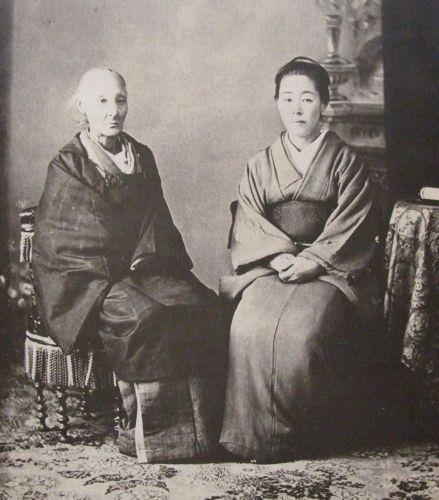
Пожилая Инэ Кусумото с Такако

### Дальнейшая карьера и смерть
Кэндо и Сюдзо получили престижные назначения в столице. В 1873 году, благодаря своим связям с Фукудзавой Юкити и другими западными учёными, Кусумото принимала ребёнка императора Мэйдзи у его наложницы Хамуро Мицуко. Ребёнок родился мёртвым, а сама Мицуко умерла спустя четыре дня. Кусумото получила за работу солидную по тем временам плату в 100 иен. Сюдзо и Такако переехали в Осаку в 1876 году, где Сюдзо работал в больнице. В 1877 году он заболел и умер.
Такако в 1879 родила от знакомого мужчины сына, которого Инэ записала своим наследником и назвала Сюдзо. В дальнейшем Такако вышла замуж за доктора Ямаваки Тайсукэ, от которого родила ещё троих детей; она скончалась 1886 году.
Кусумото вернулась в Нагасаки за акушерской лицензией в 1884 году. В 1889 году она приехала в Токио, где в 1895 году вышла на пенсию. Её семья перебралась в Адзабу в новый дом, выстроенный в европейском стиле. Здесь 27 августа 1903 года Кусумото скончалась от пищевого отравления.
Кусумото была светлокожей с едва вьющимися каштановыми волосами и голубыми глазами. Она никогда не была замужем. В конце жизни Кусумото предпочитала не распространяться о своём смешанном происхождении.

## Наследие
Образ Кусумото использовался в литературе, телевидении и музыке:
- Рассказ «Касин[яп.]» (1972) Рётаро Сибы;
- Роман «Von Siebold no Musume» Акиры Ёсимуры[нем.] (1979).

### Фильмы и постановки
- «Оранда-но Инэ[яп.]» 1970 года
- «Касин[яп.]» 1977 года на основе одноимённого романа,
- «О-Инэ: её отца звали Зибольд» (яп. 『おいね 父の名はシーボルト』) 2000 года[23].
- Мюзикл по мотивам жизни Кусумото «Девочка Бакумацу: Повесть о докторе о-Инэ» (яп. 『幕末ガール～ドクトル★おイネ物語』), поставленный в Эхиме в 2012 году[24].

## Комментарии
1. ↑  По японскому календарю она родилась в 6 день 5 месяца 12 года периода Бунсэй[3]. По легенде мать родила её в бухте, откуда их доставили в Нагасаки, а не на Дэдзиме[3].
2. ↑  Куртизанок, отправляемых в Дэдзиму, называли орандаюки-юдзё (яп. オランダ行き遊女, «голландские куртизанки»), поскольку Дэдзима был связан с голландскими торговцами[3].
3. ↑  Закон запрещал чистокровным японским и смешанного происхождения детям покидать Японию, а иностранного отца обязывали предоставлять финансовую поддержку и образование ребёнку[7].
4. ↑  В то время такое обучение обычно длилось 7-10 лет и включало выполнение домашней работы в доме учителя[9].
5. ↑  Он обучался западной медицине у Абэ Сюсукэ[яп.][9].